# The Forsaken (album)
The Forsaken, pubblicato nel gennaio 2005 dalla Endtime Productions, è il terzo album della band Antestor. Il concept dell'album si focalizza sull'interpretazione del dolore e della morte dal punto di vista escatologico cristiano.

## Tracce
1. Rites of Death - 4:14
2. Old Times Cruelty - 3:56
3. Via Dolorosa - 5:09
4. Raade - 3:29
5. The Crown I Carry - 4:52
6. Betrayed - 4:21
7. Vale of Tears - 5:52
8. The Return - 4:47
9. As I Die - 4:51
10. Mitt Hjerte - 3:18

## Formazione

### Gruppo
- Ronny Hansen (aka Vrede) - voce
- Morten Sigmund Mageroy (aka Sygmoon) - tastiera
- Vegard Undal (aka Gard) - basso
- Lars Stokstad (aka Vemod) - chitarra

### Altri musicisti
- Hellhammer - batteria
- Bjørn Leren - chitarra
- Ann-Mari Edvardsen - voce